# 達尼埃萊·德塞納
達尼埃萊·德塞納（ Daniele Dessena ）是一位意大利足球運動員。現在效力於意乙球隊布雷西亞。德塞納出身自帕爾馬的青訓系統，在場上司職中場位置。在2008年夏季，因帕爾馬降級到意乙聯賽，德塞納以400萬歐元轉會費轉會至桑普多利亞。自2006年以來，德塞納也是意大利U21代表隊的隊員之一。